# 替地 (大口町)
替地（かえち）は、愛知県丹羽郡大口町の地名。

## 地理

### 河川・池沼
- 矢戸川

### 交通
- 国道155号

### 施設
- リンナイ大口工場

## 歴史

### 沿革
- 2011年（平成23年）9月20日 - 大口町大字秋田字西郷前・字西八丁・字東郷前・字東八丁の各一部、大字豊田字藤ノ木の一部・字清水が替地一丁目、大字秋田字東郷前・字東八丁の各一部・字天王・字鳥見塚が替地二丁目、大字秋田字西郷前・字西八丁・字東八丁の各一部・字雉子野および大字豊田字藤ノ木・字矢戸の各一部が替地三丁目となる[WEB 6]。

### 人口の変遷
国勢調査による人口および世帯数の推移。
| 1995年（平成7年）  | 4世帯 16人     |  |
| 2000年（平成12年） | 5世帯 13人     |  |
| 2005年（平成17年） | 4世帯 10人     |  |
| 2010年（平成22年） | 7世帯 24人     |  |
| 2015年（平成27年） | 379世帯 1050人 |  |
| 2020年（令和2年）  | 413世帯 1061人 |  |

### WEB
1. ↑  “愛知県丹羽郡大口町の町丁・字一覧”.   人口統計ラボ. 2024年4月26日閲覧。
2. 1 2  総務省統計局 (2022年2月10日). “令和2年国勢調査の調査結果(e-Stat) - 男女別人口，外国人人口及び世帯数－町丁・字等” (CSV). 2023年8月2日閲覧。
3. ↑  “読み仮名データの促音・拗音を小書きで表記するもの(zip形式) 愛知県” (zip).   日本郵便 (2024年2月29日). 2024年3月26日閲覧。
4. ↑  “市外局番の一覧” (PDF).   総務省 (2022年3月1日). 2022年3月22日閲覧。
5. ↑  “ナンバープレートについて”.   一般社団法人愛知県自動車会議所. 2024年1月21日閲覧。
6. ↑  大口町役場行政課. “町名地番の変更”.   大口町. 2024年8月2日閲覧。
7. ↑  総務省統計局 (2014年3月28日). “平成7年国勢調査の調査結果(e-Stat) - 男女別人口及び世帯数 －町丁・字等” (CSV). 2021年7月20日閲覧。
8. ↑  総務省統計局 (2014年5月30日). “平成12年国勢調査の調査結果(e-Stat) - 男女別人口及び世帯数 －町丁・字等” (CSV). 2021年7月20日閲覧。
9. ↑  総務省統計局 (2014年6月27日). “平成17年国勢調査の調査結果(e-Stat) - 男女別人口及び世帯数 －町丁・字等” (CSV). 2021年7月21日閲覧。
10. ↑  総務省統計局 (2012年1月20日). “平成22年国勢調査の調査結果(e-Stat) - 男女別人口及び世帯数 －町丁・字等” (CSV). 2021年7月21日閲覧。
11. ↑  総務省統計局 (2017年1月27日). “平成27年国勢調査の調査結果(e-Stat) - 男女別人口及び世帯数 －町丁・字等” (CSV). 2021年7月21日閲覧。